# Amphipoea paludis
Amphipoea paludis är en fjärilsart som beskrevs av Tutt 1888. Amphipoea paludis ingår i släktet Amphipoea och familjen nattflyn. Inga underarter finns listade i Catalogue of Life.